# Ochterlony
Ochterlony és una vall al sud-oest de les muntanyes Nilgiris a l'estat de Tamil Nadu, districte de Nilgiris. La vall va ser explorada pel coronel James Ochterlony el 1844-1845 i va agafar el seu nom. A la vall es van crear al segle xix nombroses plantacions de cafè, quina i te.